# 智慧車載系統

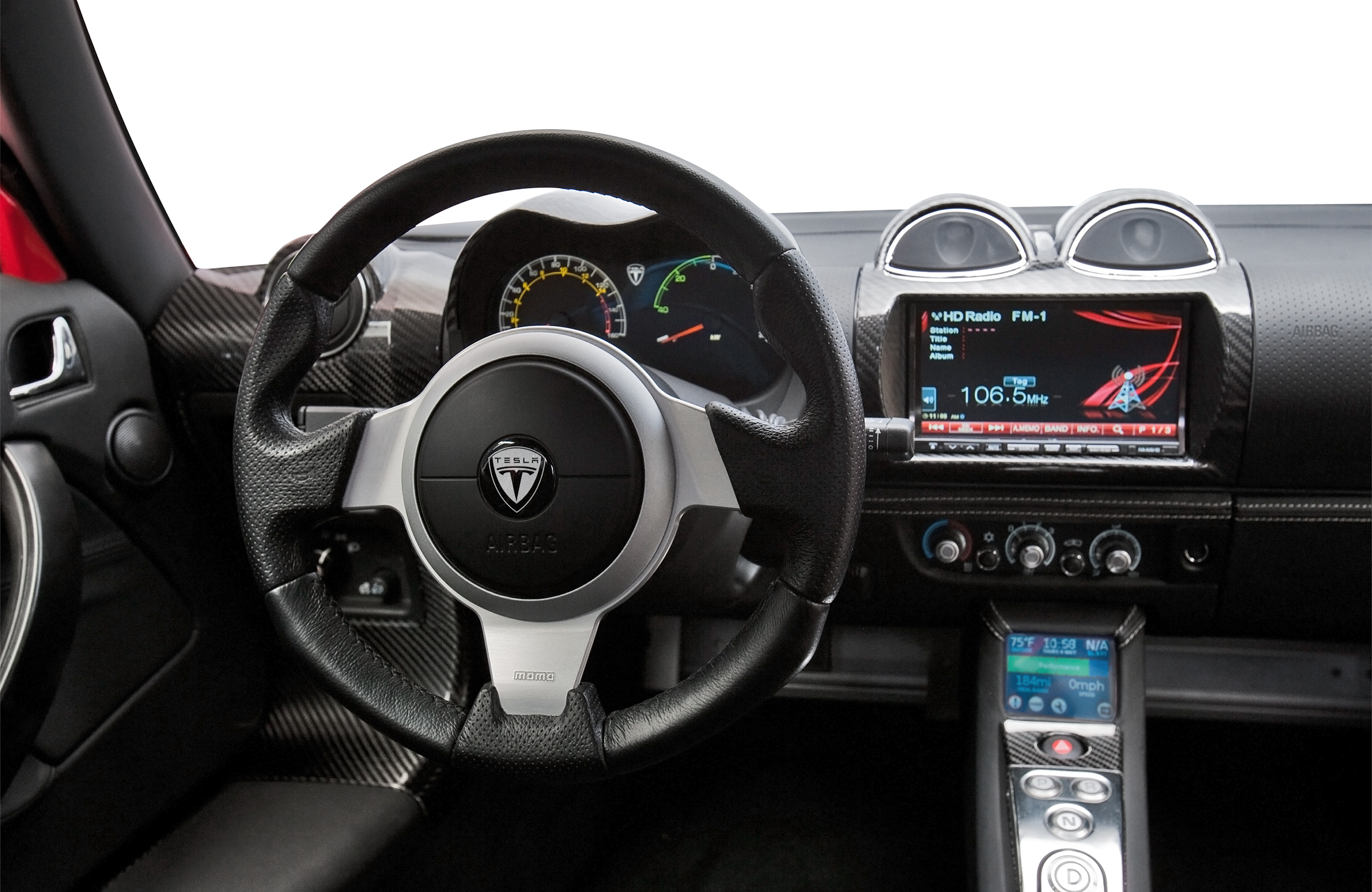
特斯拉Roadster 2.5自2010年7月起內裝標配智慧車載系統

智慧車載系統是由車載資通訊系統与與聯網汽車技術結合所演進而來，過去車載資通訊系統從原先單純提供CD播放及車輛狀態，一直到近年來由於3G/4G/5G網路技術的蓬勃發展，已進入智慧聯網的時代，朝著M2M（Machine to Machine）的方向前進。智慧車載系統隨時有著龐大運算量，需有高規格的軟硬體才能得以實現，依靠微機電系統（Micro Electro-Mechanical Systems, MEMS），使得智慧車載系統關鍵零件可以做得越來越微小，而運算效能直線上升（現今人手一支的智慧型手機已超越1969年阿波羅11號登月時的運算量），讓智慧車載系統得以整合原本各自獨立的影音系統、導航系統、行車紀錄及主/被動行車安全系統等，發展至此應用功能越來越多元化。

## 起源

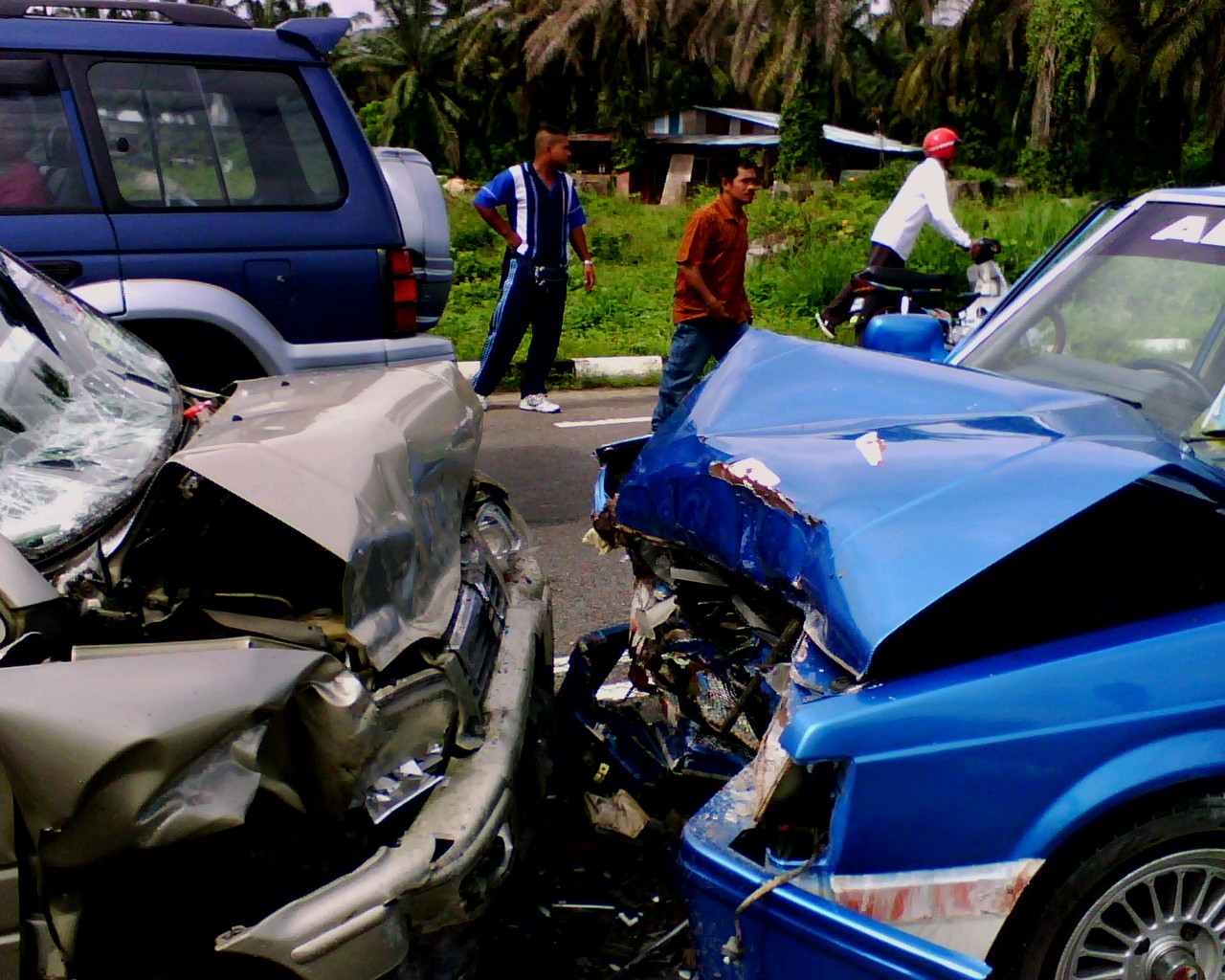
兩車迎頭相撞的交通意外

歐盟及美國平均每年因車禍死亡的人數達4萬1千人，因此各國紛紛投入資源研究，英國由研究數據得知Telematics能有效提升行車安全，更進一步預防事故發生，大大降低由人為疏失所造成的行車事故。
行駛中的車輛透過：「前方碰撞預警系統(FCWS)」達到保持車距的目的，能減少80%因超速引發的事故；「協同式車間碰撞警示系統」減低都會行車中的38%及高速公路的75%後端碰撞事故；「車道偏離警示系統（LDWS）」則可以避免16%~20%因為偏離車道所導致的交通事故。
綜合以上車載系統之優勢，終於在2011年時歐盟通過一項決議，自2013年11月1日起，在歐盟的新款汽車必須安裝「預先緊急煞車系統」，2015年11月1日起則歐盟境內的所有車輛必須要安裝。

## 應用
其發展的方向為智慧型車載資通訊電子系統，車輛自動/輔助駕駛系統、駕駛人瞌睡警示、防撞預警、車載自我診斷系統（On Board Diagnostics, OBD）、胎壓檢測裝置（TPMS）、車道偏離警示系統（LWDS）、前方碰撞預警系統（FCWS）及後方碰撞預警系統等智慧車（Smart Car）相關應用。

## 系統演進
第一代 Telematics V2Z（Vehicle to Zero）來自於1990年，是獨立運作之車內封閉系統，稱之為Infotaiment，主要提供廣播以及影音播放，通常被認為不具備無線通訊功能，或極為有限的通訊能力。
第二代 Telematics V2I（Vehicle to ISP/TSP）於1997年誕生，透過手機向駕駛傳遞應用服務，利用手機3G/3.5G之通訊模組，以GPS（Global Positioning System）為基礎提供駕駛行車安全及vehicle centric support應用服務。
第三代Telematics V2X（Vehicle to X, V2X），演變成車與外部的連結，透過使用車用環境無線存取技術（WAVE）/專用短距通訊（DSRC）已備受重視，延伸出車與車（V2V）、車與設施（V2I）、車與人（V2P），同時提升了行車安全、效能與殘障輔助（Handicap Assistance），可運用無線寬頻多樣性應用服務。

## 市場規模

### 台灣
台灣車載資通訊產業2012年的產值約為4,026億新台幣。透過經濟部之推動協助，台灣產業於2015年時達成突破6,000億元年產值的目標。進而整合ITS/Telematics創新技術應用，提供全面「智慧化交通運輸服務」，進行整體交通網路與跨運具之計畫，建立智慧車載系統，達成流暢交通路網服務與無縫隙智慧旅運生活。
此外，台灣產業界近年來亦積極投入車聯網智慧車載產品之研發，如科技大廠華碩(ASUS)、宏碁(ACER)與新創公司諦諾科技(ADENOVO)...等均爭相投入這塊新藍海。

### 國際
由全球移動通信系統協會（GSMA）近期發布的報告指出，從2012年原先的130億歐元（5千億台幣），預估到2018年全球車載資通訊系統的市場規模將達到約390億歐元（新台幣1.5兆元），顯示智慧聯網結合車載資通訊系統之商機正逐年翻倍成長。

## 適用範圍
私人用車、大眾運輸工具、貨運車輛、消防車、警車、救護車。

## 延伸應用

### 虛擬紅綠燈Virtual Traffic Lights
智慧車的聯網時代來臨，卡內基美隆大學的電腦學家Dr. Ozan Tonguz研發出一套新系統，該系統是以顯示在擋風玻璃或儀表板上的「虛擬紅綠燈」（VTL）取代傳統式紅綠燈，虛擬紅綠燈計畫是運用車上的感應器，協調車輛彼此的位置和通過路口時的順序，使車與車之間彼此能夠溝通，這利用到的是車聯網的概念，同時也必須能夠辨識行人或腳踏車騎士來轉換號誌，而需克服的困難在於提高系統的信賴度及準確度。研究人員表示，VTL將能夠達到節能減碳、減少事故、並縮短通勤時間的成果，初步模擬結果顯示，這套系統可望提高平均車流量達60%。
其原理是以一輛車作為虛擬燈號之發射台，這輛車在抵達十字路口時，因虛擬紅燈狀態下而停車，同時將虛擬紅燈之訊息傳送給接近路口的車輛，故駕駛人在抵達路口前能夠提早得知該路口之燈號，也因此駕駛人有機會提早轉向其他路線，選擇更順暢的道路，達到分散車流的目的。開發人員表示，這項計畫的目的是改善交通壅塞、帶來經濟與環保雙贏的局面，並提高道路安全，是可以被期待的全新技術。開發團隊已在葡萄牙波爾圖（Porto）部署原型系統，讓450輛擋風玻璃配備VTL的計程車上路做為第一波測試。